# Garreta zumpti
Garreta zumpti là một loài bọ cánh cứng trong họ Bọ hung (Scarabaeidae).